# Колао, Витторио
Витторио Колао (итал. Vittorio Colao, род. 3 октября 1961, Брешиа) — итальянский предприниматель и политик, министр без портфеля по технологическим инновациям и цифровизации (2021—2022).

## Биография
Родился 3 октября 1961 года в Брешиа, окончил Университет Боккони, позднее получил степень магистра делового администрирования в Гарвардском университете. Начал деловую карьеру в лондонском отделении банка Morgan Stanley, затем работал в миланской консалтинговой фирме McKinsey. В 35-летнем возрасте назначен генеральным директором компании Omnitel, позднее вошедшей в Vodafone, и возглавил итальянское отделение корпорации, а позднее — Южноевропейское, к ведению которого относились также Ближний Восток и Африка. В 2002 году возглавил компанию RCS, затем вернулся в Vodafone. В 2015—2018 годах работал в Unilever, с 2019 года — член совета директоров Verizon.
10 апреля 2020 года премьер-министр Конте назначил Колао руководителем группы экспертов для подготовки плана вывода экономики из кризисного состояния в период эпидемии COVID-19.
13 февраля 2021 года принесло присягу правительство Драги, в котором Колао был назначен министром без портфеля по технологическим инновациями и цифровизации.
22 октября 2022 года было сформировано правительство Мелони, в котором Колао не получил никакого назначения, а также не был назначен его преемник.

## Награды
- Кавалер Ордена «За заслуги в труде» (21 мая 2014)[9]